# Zapiski psychopaty
Zapiski psychopaty – książka napisana przez rosyjskiego poetę Wieniedikta Jerofiejewa, której treścią są przeżycia autora z okresu lat pięćdziesiątych XX wieku, wydana w 1995.
Forma tekstu wykracza poza typowy pamiętnik, chociaż do każdego, nawet jednozdaniowego rozdziału dopisane są daty. Jest pisana językiem poetyckim, a obok bezpośrednich relacji z życia Jerofiejewa, pojawiają się różne wizje i fantazje, pisane częstokroć w formie scenicznej. Jerofiejew porusza w tekście takie tematy, jak alkoholizm, rosyjska dusza, problemy w odnalezieniu się w systemie politycznym, relacje międzyludzkie, historie rodzinne. Pojawiają się też jego ulubione lub zasłyszane cytaty oraz fragmenty rozmów, które odbył ze swoimi znajomymi. Całości nie można uznać za spójną fabularne, ani jednolitą formalnie, na czym zresztą nie zależało autorowi, który pisał dokładnie to, co w danym momencie przyszło mu na myśl. Zapiski dotyczą głównie okresu, w którym Jerofiejew wyjechał na studia, tak więc jest to tekst autora osiemnastoletniego.